# Rokia Traoré
Rókia Traoré Embaixador(a) da boa vontade da ACNUR (Kolokani, 26 de janeiro de 1974) é uma cantora, compositora e guitarrista maliana.